# Carl Kau
Carl Kau (ur. 24 kwietnia 1954 w Kolonii) – niemiecki prawnik, menedżer i polityk, poseł do parlamentu Wolnego Hanzeatyckiego Miasta Brema.

## Życiorys
W 1973 zdał egzamin maturalny, po czym pracował krótko w szpitalu w Kolonii. Studiował następnie prawo i nauki polityczne na uniwersytetach w Kolonii i w Bonn. Zdał prawnicze egzaminy państwowe pierwszego i drugiego stopnia. Od 1981 związany z sektorem bankowym, z przerwą w latach 1983–1985, kiedy to praktykował jako urzędnik sądowy. Pracował w WGZ Banku (1981–1983 i 1985–1988), a następnie w Commerzbanku (1988–2009), zajmując dyrektorskie stanowiska w różnych oddziałach. W 2009 został dyrektorem regionu w Oldenburgische Landesbank w Bremie. Był także prezesem bremeńskiego zrzeszenia bankierów (2005–2009).
Od 1970 działał w chadeckiej organizacji młodzieżowej. W 2005 wstąpił do Unii Chrześcijańsko-Demokratycznej w Bremie. W latach 2007–2011 był posłem do parlamentu Bremy (Bremische Bürgerschaft). Ponownie mandat deputowanego do landtagu objął w 2013, wykonując go do 2015.